# (38566) 1999 VQ147
1999 VQ147 (asteroide 38566) é um asteroide da cintura principal. Possui uma excentricidade de 0.20675170 e uma inclinação de 3.15627º.
Este asteroide foi descoberto no dia 14 de novembro de 1999 por LINEAR em Socorro.